# Монтадамо (Асколи Пичено)
Монтадамо (итал. Montadamo) насеље је у Италији у округу Асколи Пичено, региону Марке.
Према процени из 2011. у насељу је живело 183 становника. Насеље се налази на надморској висини од 445 м.